# New Kent
New Kent ist ein gemeindefreies Gebiet und Census-designated place (CDP) sowie Sitz des gleichnamigen Countys im US-Bundesstaat Virginia. Das U.S. Census Bureau hat bei der Volkszählung 2020 eine Einwohnerzahl von 739 ermittelt.
Die Ureinwohner der Region östlich von Richmond sind die Chickahominy.

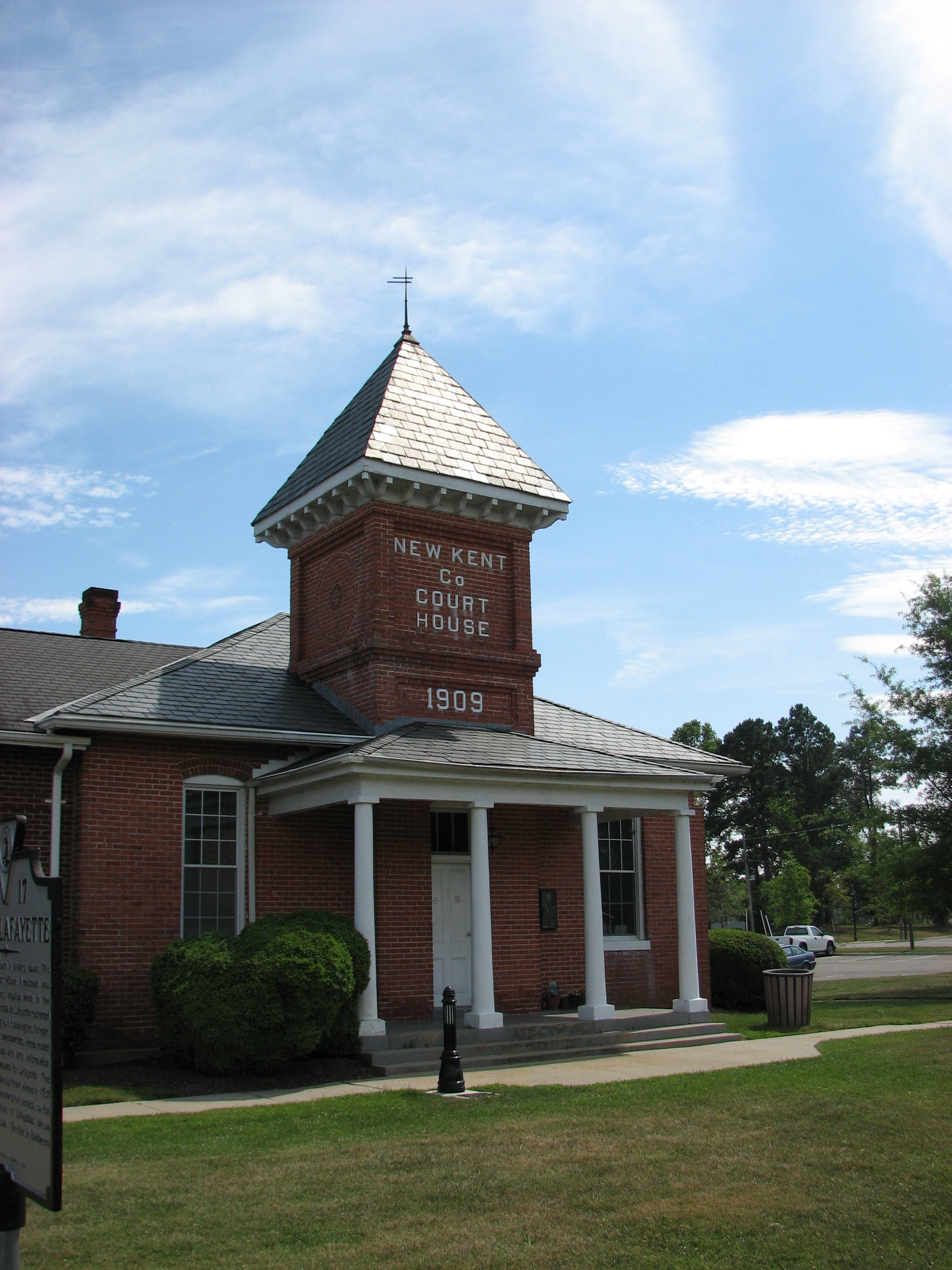
Ehem. Court House

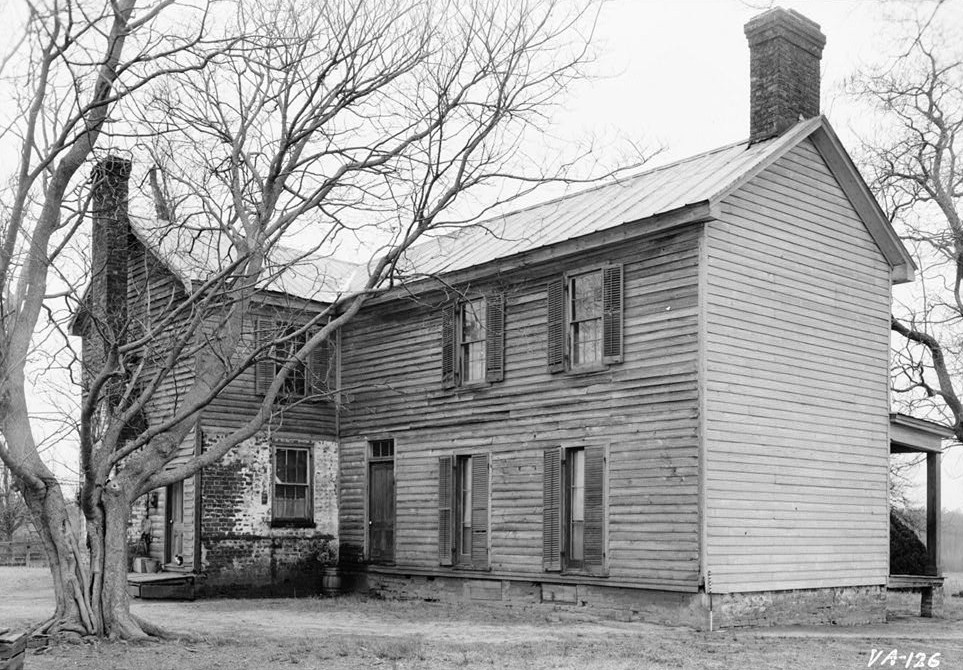
Criss-Cross